# Neffos Y5s
Neffos Y5s — смартфон компанії TP-Link, продажі якого стартували у лютому 2018 року. Апарат позиціюється як бюджетна модель із 4G. Стартова ціна в Україні складала 2199 грн.

## Зовнішній вигляд
Корпус апарату виготовлений повністю з пластику. Задня кришка телефону має матову поверхню з основною камерою, що виступає та логотипом компанії. Смартфон на українському ринку представлений лише в сірому кольорі (Grey), але візуально телефон виглядає як чорний або дуже темно сірий.
Neffos Y5s отримав дисплей на IPS матриці з діагоналлю 5 дюймів та розділовою здатністю 1280 x 720 пікселів (HD).
Габарити: ширина — 72 мм, висота — 144 мм, глибина — 8.6 мм, вага — 155 грамів. Співвідношення сторін — 16:9.

## Апаратне забезпечення
Смартфон побудовано на базі Qualcomm Snapdragon 212 MSM8909AA. Процесор включає чотири ядра Cortex A7 з частотою 1.3 ГГц. Графічне ядро — Qualcomm Adreno 304.
Neffos Y5s має внутрішню пам'ять 16 ГБ та оперативну пам'ять — 2 ГБ. Окремий слот для microSD картки дозволяє розширити пам'ять до 32 Гб.
Акумулятор незнімний Li-Ion 2450 мА/г.
Основна камера одинарна 8 Мп з діафрагмою f/2.0 та системою фазового автофокусування. Відео знімає в форматі (1280 х 720) без стабілізації.
Фронтальна камера 2 Мп з автофокусом.

## Програмне забезпечення
Neffos Y5s працює на операційній системі Android 7.1 (Nougat) із фірмовою оболонкою NFUI 2.0.
Смартфон підтримує наступні стандарти зв'язку: 4G LTE; 3G UMTS, WCDMA; 2G EDGE та бездротові інтерфейси: Wi-Fi 802.11 b/g/n, Bluetooth 4.1.

## Комплектація та додаткові функції
Комплектація: смартфон, захисна плівка на екран, MicroUSB кабель та зарядний пристрій, документація, гарантійний талон на 24 місяці.
Додатково: датчики освітлення та наближення, компас, акселерометр, ФМ-радіо.